# Cheffes
Cheffes és un municipi francès situat al departament de Maine i Loira i a la regió de País del Loira. L'any 2017 tenia 974 habitants.

## Demografia
El 2007 la població de fet de Cheffes era de 878 persones. Hi havia 356 famílies de les quals 112 eren unipersonals (68 homes vivint sols i 44 dones vivint soles), 100 parelles sense fills, 120 parelles amb fills i 24 famílies monoparentals amb fills. El 2007 hi havia 431 habitatges,

## Economia
El 2007 la població en edat de treballar era de 564 persones. El 2009 a Cheffes hi havia 358 unitats fiscals que integraven 889 persones, la mediana anual d'ingressos fiscals per persona era de 16.391 €.
Hi havia el 2007 quaranta empreses. L'any 2000 hi havia 26 explotacions agrícoles que conreaven un total de 900 hectàrees.
El 2009 hi havia 2 escoles elementals.